# Heterorrhina sinuatocollis
Heterorrhina sinuatocollis är en skalbaggsart som beskrevs av Hermann Rudolph Schaum 1849. Heterorrhina sinuatocollis ingår i släktet Heterorrhina och familjen Cetoniidae. Inga underarter finns listade i Catalogue of Life.